# Suzanne FerlandL
Suzanne FerlandL est une artiste plasticienne canadienne née à Laval (Québec). Elle vit et travaille dans les Laurentides.

## Pratique artistique

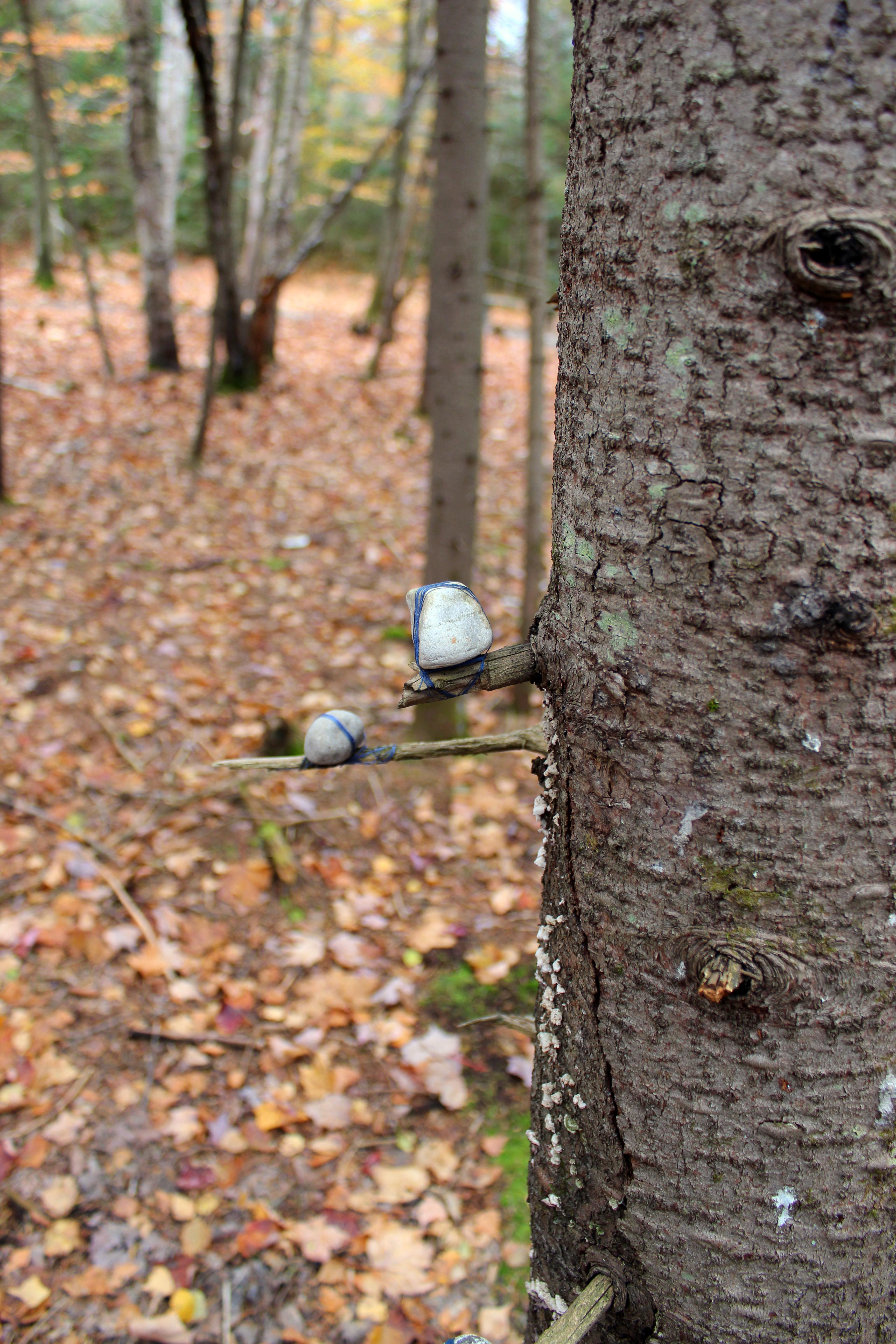
Œuvre in situ de Suzanne FerlandL au symposium des Jardins du précambrien, Val-David, 2009

Suzanne FerlandL a étudié les arts visuels à l'Université du Québec à Montréal (UQAM), obtenant un baccalauréat en 2004.
Artiste multidisciplinaire, la pratique de Suzanne FerlandL intègre la gravure, la sculpture et l’installation. Elle réalise des œuvres évoquant le devoir de mémoire, l’invisible, le symbole, le sacré et les rites. Souvent, elle invite le public à collaborer, intégrant celui-ci comme composante de l’ouvre.
Initiatrice du Sentier Art3 dès 2006, une exposition d'art environnemental au parc régional Bois de Belle-Rivière, elle en a été la commissaire jusqu'en 2019,,.

## Expositions

### Individuelles
- 2017 : Des siècles et des siècles, Open Studio, Résidence à Zaratan, Lisbonne, Portugal[5].
- 2017 : Onde de choc; vivre, Centre d'exposition de Val-David, Québec.
- 2016 : Onde de choc: isolement, Panache art actuel, Sept-Iles, Québec
- 2016 : Onde de choc; des mots contre des maux, Praxis art actuel, Sainte-Thérèse, Laurentides, Québec.
- 2015 : Onde de choc, Open Studio, Résidence de Tapiola, Finlande.
- 2014 : Roche, papier, ciseau, Galerie du Centre d’art Rhizome, Lijiang, Chine[6].
- 2013 : Hôtel des brumes, Galerie du Gesù, Montréal, Galerie EAO, Orléans, Ontario. Galerie Circulaire, Montréal, Galerie Pierre Riverin, Correspondances d'Eastman, Canton de l'Est. Centre d'exposition de Rouyn-Noranda.
- 2005 : Entre deux mondes II, Le Vieux Presbytère, Saint-Bruno-de-Montarville, Québec.
- 2004 : Entre deux Mondes, Galerie Olivier-Martin, Montréal.
- 2001 : Paysage de l’esprit, Galerie Horace, Sherbrooke, Québec.

## Œuvres et collections publique
- 2020 : Œuvre publique, Les racines du temps, rue Principale, Sainte-Agathe-des-Monts, Québec[7]
- 2019 : Collection de la Ville de Sainte-Thérèse, Densité à percer, 2011[8]

- 2016 : Œuvre d’intégration à l’architecture, Passé à venir, Domaine Garth, Ville de Lorraine, Québec[9].
- 2014 : Œuvre d'intégration à l'architecture, Les chemins qui marchent, Maison du parc Claude-Henri-Grignon, Sainte-Adèle, Québec[10].
- 2014 : Acquisition d'œuvre par la Collection Loto-Québec, Mémoire oubliée v 1/1 E.A,
- 2010 : Acquisition d'œuvre d'art du programme du 1%, Bibliothèque de Wentworth-Nord, Laurentides, Sur la route un 14 janvier.
- 2006 : Sentier Art3, Parc régionale Bois de Belle-Rivière de Mirabel, Collection permanente du Musée d'art contemporain des Laurentides[3].

## Récompenses
- 2018 Prix Excellence 29e édition des Grands Prix de la culture des Laurentides[4],[11]